# Kjolpansar
Kjolpansar, pansarkjol eller sidoskärmar etc är generella talspråksbenämningar för olika typer av pansarskydd som fästs utvändigt på sidorna av pansarfordon som en "kjol" i syfte att bland annat täcka och skydda upphängningen från naturliga och fientliga element, samt för att skapa skiktat pansar som skyddar fordons traditionellt svaga sidopansar.
Kjolpansar förekommer vanligen både som standardutrustning och som tillsatsutrustning, även kallat förstärkningspansar.

## Etymologi
Benämningarna kjolpansar och pansarkjol kommer från engelskans "skirt armour" och "armoured skirt", vilka i sig troligen härstammar från tyskans "schürzen" (förkläde/kjol), som var benämning på skiktat förstärkningspansar för Panzerkampfwagen III och Panzerkampfwagen IV under andra världskriget.
Benämningen sidoskärmar härstammar även från engelskan, vilka använder benämningen "side skirts" som bred benämning för olika former av sidmonterade element på fordon.
De vanligt förekommande engelska benämningarna förekommer även på tyska: "panzerschürzen" (pansarförkläde/pansarkjol), seitenschürzen (sidokjol). Ursprung är dock oklart.

## Funktion

### Skydd
Kjolpansar avses främst ge extra pansarskydd på fordons sidor, som traditionellt är svagare skyddat än det frontala skyddet, samt för att täcka och skydda fordonets upphängning (hjul, band, axlar, fjädring etc) från naturliga och fientliga element. Även om fordonets huvudpansar inte genomslås så kan skada till upphängningen göra fordonet odugligt för eller sätta det helt ur funktion. Kjolen agerar, utöver mer pansargods, även skiktat pansar, då det monteras utanför upphängningen på avstånd från huvudpansaret, vilket därmed skapar ett skikt av luft mellan de två.
Skiktat pansar är användbart mot infanteriburna närpansarvapen, vilka traditionellt använder pansarsprängammunition som kontras av sådant pansarskydd. Vid anslag i pansarkjolen antänds pansarsprängammunition, vilka sedan börjar verka i luftskiktet innan huvudpansaret, vilket sedan enbart träffas av återstående verkan. Detta kan dock kontras genom en så kallad tandemladdning, vilken har två verkansdelar, en initialladdning för att kontra det skiktade pansaret, vilket skapar en passage för huvudladdningen till huvudpansaret. Av detta utformas modernt kjolpansar ofta med reaktivt pansar eller kompositpansar för att absorbera initialladdningen och utlösa huvudladdningen före skiktet.

### Problem
Problem med pansarkjol kan uppstå i tjock terräng, eftersom träd, bumlingar och dylikt sinkar fordonets framkomlighet vid träff. Eftersom kjolpansar gör fordonet bredare blir det svårare för förare att undvika sinkande föremål i terräng och tvingar denne att göra kraftigare manövrering, vilket hämmar vagnens framfart. Kjolen kan även fastna i terräng och lossna, alternativt driva in skrot i band- eller hjulhusen och skada upphängningen.
Av detta monteras kjolpansar ibland av, även för strid. Detta har uppmärksammats bland annat hos den brittiska stridsvagnen Centurion som fick sin pansarkjol avmonterad i australiensisk tjänst under Vietnamkriget och i sydafrikansk tjänst under Sydafrikanska gränskriget.

## Historia
Kjolpansar började bli populärt under andra världskriget då närpansarvapen som magnetminor, klisterminor, pansarskott och raketgevär började förekomma. Utvecklingen leddes bland annat av Nazityskland som tillämpade tekniken på flertalet pansarfordon. På Panzerkampfwagen V Panther tillämpades kjolpansar för att kontra sovjetiska 14,5 mm pansarvärnsgevär som PTRD och PTRS, vilka annars kunde penetrera vagnens sidopansar.